# 多花指甲兰
多花指甲兰（学名：Aerides rosea）为兰科指甲兰属下的一个种。产于中国广西西南部、贵州西南部、云南东南部至南部，不丹、印度东北部、缅甸、老挝和越南。模式标本采自印度东北部。常生于海拔320-1530米的山地林缘或山坡疏生的常绿阔叶林中树干上。